# The Back-Up Plan (EP)
The Back-Up Plan é um extended play que contém canções apresentadas no episódio "The Back Up Plan" da quinta temporada da série Glee. O EP foi lançado nos Estados Unidos em formato de download digital no dia 29 de abril de 2014.

## Faixas
| N.º | Título                 | Cantada por                     | Duração |  |
| 1.  | "Wake Me Up"           | Lea Michele                     | 3:58    |  |
| 2.  | "Doo Wop (That Thing)" | Amber Riley e Naya Rivera       | 3:42    |  |
| 3.  | "Story of My Life"     | Chris Colfer e Darren Criss     | 4:02    |  |
| 4.  | "Piece of My Heart"    | Shirley MacLaine e Darren Criss | 2:31    |  |
| 5.  | "The Rose"             | Lea Michele                     | 3:31    |  |